# Jim Downing
James „Jim” Downing (ur. 4 stycznia 1942 w Atlancie) – amerykański biznesmen i kierowca wyścigowy.

## Kariera
Downing rozpoczął karierę w międzynarodowych wyścigach samochodowych w 1964 roku od startów w wyścigu SCCA National Championship Runoffs Formula Vee, gdzie został sklasyfikowany na dziesiątej pozycji. W późniejszych latach Amerykanin pojawiał się także w stawce World Challenge for Endurance Drivers, World Championship for Drivers and Makes, IMSA GTU Championship, IMSA Camel GT Championship, IMSA Camel Lights, IMSA Camel GTO, IMSA World Sports Car Championship, 24-godzinnego wyścigu Le Mans, Grand American Rolex Series, American Le Mans Series, SCCA Southeast Division National CSR, SCCA National Championship Runoffs oraz WeatherTech Chicago Region SCCA June Sprints®.